# William Salomone
William Salomone (Guardiagrele, 18 agosto 1915 – Filadelfia, 24 gennaio 1989) è stato uno storico italiano naturalizzato statunitense.

## Biografia
Nato in Italia, emigrò in USA nel 1927 e fu naturalizzato nel 1942. Fu un'autorità riconosciuta in campo internazionale come studioso e ricercatore della storia moderna europea e italiana.
Prese i titoli di Bachelor al La Salle College nel 1938, di Master of Arts all'Università di Pennsylvania nel 1940, di Ph.D. all'Università di Pennsylvania nel 1943.
Fu docente di Storia Italiana al Haverford College nel 1942-43 e di Storia Moderna Europea all'Università di Pennsylvania nel 1944-45. Dal 1945 al 1962 fu progressivamente docente, professore associato e professore all'Università di New York. Fu professore e professore emerito di Storia Italiana ed Europea Moderna all'Università di Rochester dal 1962 al 1989 e professore ospite alla Columbia University negli anni 1961, 1962 e 1964.
Nel 1959-60 fu presidente della divisione americana dell'Istituto per la Storia del Risorgimento.
Fu consulente di Storia Italiana per la Collier's Encyclopedia.
Fu fondatore e presidente della Society for Italian History Studies. Fu membro e anche presidente di varie associazioni (American History Association, Association European Historians New York, Renaissance Society of America, American Association Teachers Italian, American Academy Political Science, American-Italy Society, Matteotti International Symposium).
Fu autore di molte pubblicazioni sulla Storia italiana del XX secolo e sul Risorgimento Italiano. Per le sue ricerche e per I suoi scritti venne in contatto e stabilì relazioni di lavoro con storici e intellettuali italiani quali Gaetano Salvemini, Federico Chabod, Benedetto Croce. Per il libro Italian democracy in the making : the political scene in the giolittian era 1900-1914 ricevette nel 1946 il premio Herbert Baxter Adams prize dell'American Historical Association.
Nel 1951 gli fu conferito il Guggenheim Fellowship. Fu anche nominato Cavaliere Ordine al Merito della Repubblica Italiana.
Morì di cancro al Lankenau Hospital di Filadelfia.
Sulla base delle volontà espresse da Salomone prima di morire, nel 1991 la vedova Lina e la figlia Ilia donarono una collezione di 8000 volumi alla Drexel University di Filadelfia. La Collezione Salomone, considerata un'eccezionale raccolta di letteratura sulla storia moderna italiana, fu donata per favorire l'avanzamento dello studio della storia e della cultura italiana in USA 
.

## Opere[4]
- W. Salomone, Italy from the Risorgimento to fascism : an inquiry into the origins of the totalitarian state, Garden City: Doubleday & company, 1970
- W. Salomone, A. Baltzly, Readings in twentieth-century european history, New York: Appleton-Century-Crofts, c1950
- W. Salomone, Momenti di storia, frammenti di ricordi con Salvemini tra Stati Uniti e Italia, 1982
- W. Salomone, The Nineteenth-Century Discovery of Italy : an Essay in American Cultural History : Prolegomena to a Historiographical Problem, 1968
- W. Salomone, Italian democracy in the making : the political scene in the giolittian era 1900-1914 / introductory essay by Gaetano Salvemini, Philadelphia: University of Pennsylvania press; London: Humphrey Milford, 1945
- W. Salomone, L'eta giolittiana (introduzione di Gaetano Salvemini; traduzione di Maria Teresa Galante Garrone), Firenze: La Nuova Italia, c1988